# Campionati europei maschili di sollevamento pesi 1990
I Campionati europei maschili di sollevamento pesi 1990, 71ª edizione della manifestazione, si svolsero ad Ålborg dal 14 al 20 maggio. Successivamente si tenne anche la 3ª edizione femminile dei campionati, che si svolsero in una sede diversa, a Santa Cruz de Tenerife.

## Titoli in palio
| Categoria            | Eventi         | Atleti |
| -------------------- | -------------- | ------ |
| Pesi mosca           | Fino a 52 kg   | 13     |
| Pesi gallo           | Fino a 56 kg   | 10     |
| Pesi piuma           | Fino a 60 kg   | 9      |
| Pesi leggeri         | Fino a 67.5 kg | 10     |
| Pesi medi            | Fino a 75 kg   | 16     |
| Pesi massimi leggeri | Fino a 82.5 kg | 15     |
| Pesi mediomassimi    | Fino a 90 kg   | 14     |
| Pesi massimi primi   | Fino a 100 kg  | 14     |
| Pesi massimi         | Fino a 110 kg  | 14     |
| Pesi supermassimi    | Oltre i 110 kg | 13     |

## Calendario eventi
| Giorno→ Categoria ↓ | Lu 14 | Ma 15 | Me 16 | Gi 17 | Ve 18 | Sa 19 | Do 20 |
| ------------------- | ----- | ----- | ----- | ----- | ----- | ----- | ----- |
| 52 kg               | ●     |       |       |       |       |       |       |
| 56 kg               | ●     |       |       |       |       |       |       |
| 60 kg               |       | ●     |       |       |       |       |       |
| 67,5 kg             |       | ●     |       |       |       |       |       |
| 75 kg               |       |       | ●     |       |       |       |       |
| 82,5 kg             |       |       |       | ●     |       |       |       |
| 90 kg               |       |       |       |       | ●     |       |       |
| 100 kg              |       |       |       |       |       | ●     |       |
| 110 kg              |       |       |       |       |       | ●     |       |
| +110 kg             |       |       |       |       |       |       | ●     |

## Nazioni partecipanti
Le nazioni che hanno partecipato ai campionati furono 23 per un totale di 128 atleti partecipanti. Tra parentesi i partecipanti per nazione.
- Albania (10)
- Austria (3)
- Belgio (1)
- Bulgaria (10)
- Cecoslovacchia (6)
- Danimarca (4)
- Finlandia (7)
- Francia (7)
- Germania Est (4)
- Germania Ovest (9)
- Grecia (2)
- Israele (1)
- Italia (1)
- Lussemburgo (1)
- Norvegia (2)
- Polonia (9)
- Regno Unito (2)
- Romania (6)
- Spagna (6)
- Svezia (7)
- Turchia (10)
- Ungheria (10)
- Unione Sovietica (10)

## Risultati
| Evento             | Oro                    | Oro              | Argento             | Argento          | Bronzo             | Bronzo           |
| 52 kg (Dettagli)   | 52 kg (Dettagli)       | 52 kg (Dettagli) | 52 kg (Dettagli)    | 52 kg (Dettagli) | 52 kg (Dettagli)   | 52 kg (Dettagli) |
| ------------------ | ---------------------- | ---------------- | ------------------- | ---------------- | ------------------ | ---------------- |
| Strappo            | Traian Cihărean        | 115,0 kg         | Ivan Ivanov         | 115,0 kg         | Jacek Gutowski     | 105,0 kg         |
| Slancio            | Ivan Ivanov            | 150,0 kg         | Traian Cihărean     | 132,5 kg         | Jacek Gutowski     | 132,5 kg         |
| Totale             | Ivan Ivanov            | 265,0 kg         | Traian Cihărean     | 247,5 kg         | Jacek Gutowski     | 237,5 kg         |
| 56 kg (Dettagli)   |                        |                  |                     |                  |                    |                  |
| Strappo            | Sevdalin Marinov       | 120,0 kg         | Marek Gorzelniak    | 115,0 kg         | Luan Shabani       | 115,0 kg         |
| Slancio            | Sevdalin Marinov       | 145,0 kg         | Laurent Fombertasse | 142,5 kg         | Luan Shabani       | 142,5 kg         |
| Totale             | Sevdalin Marinov       | 265,0 kg         | Luan Shabani        | 257,5 kg         | Marek Gorzelniak   | 255,0 kg         |
| 60 kg (Dettagli)   |                        |                  |                     |                  |                    |                  |
| Strappo            | Attila Czanka          | 140,0 kg         | Nikolaj Pešalov     | 132,5 kg         | Artur Duraj        | 122,5 kg         |
| Slancio            | Attila Czanka          | 170,0 kg         | Nikolaj Pešalov     | 155,0 kg         | Artur Duraj        | 147,5 kg         |
| Totale             | Attila Czanka          | 310,0 kg         | Nikolaj Pešalov     | 287,5 kg         | Artur Duraj        | 270,0 kg         |
| 67,5 kg (Dettagli) |                        |                  |                     |                  |                    |                  |
| Strappo            | Joto Jotov             | 155,0 kg         | Israyel Militosyan  | 155,0 kg         | Bogdan Bakuła      | 142,5 kg         |
| Slancio            | Joto Jotov             | 185,0 kg         | Israyel Militosyan  | 180,0 kg         | Attila Feri        | 175,0 kg         |
| Totale             | Joto Jotov             | 340,0 kg         | Israyel Militosyan  | 335,0 kg         | Ergün Batmaz       | 315,0 kg         |
| 75 kg (Dettagli)   |                        |                  |                     |                  |                    |                  |
| Strappo            | Vladimir Kuznecov      | 162,5 kg         | Waldemar Kosiński   | 160,0 kg         | Andrei Socaci      | 160,0 kg         |
| Slancio            | Vladimir Kuznecov      | 197,5 kg         | Waldemar Kosiński   | 195,0 kg         | Nicolae Niţu       | 192,5 kg         |
| Totale             | Vladimir Kuznecov      | 360,0 kg         | Waldemar Kosiński   | 355,0 kg         | Andrei Socaci      | 352,5 kg         |
| 82,5 kg (Dettagli) |                        |                  |                     |                  |                    |                  |
| Strappo            | Altymyrat Orazdurdyýew | 172,5 kg         | Kiril Kunev         | 170,0 kg         | Krzysztof Siemion  | 167,5 kg         |
| Slancio            | Altymyrat Orazdurdyýew | 205,0 kg         | Krzysztof Siemion   | 200,0 kg         | Kiril Kunev        | 200,0 kg         |
| Totale             | Altymyrat Orazdurdyýew | 377,5 kg         | Kiril Kunev         | 370,0 kg         | Krzysztof Siemion  | 367,5 kg         |
| 90 kg (Dettagli)   |                        |                  |                     |                  |                    |                  |
| Strappo            | Sławomir Zawada        | 185,0 kg         | Anatolij Chrapatyj  | 182,5 kg         | Ivan Čakărov       | 180,0 kg         |
| Slancio            | Anatolij Chrapatyj     | 220,0 kg         | Ivan Čakărov        | 215,0 kg         | Sławomir Zawada    | 215,0 kg         |
| Totale             | Anatolij Chrapatyj     | 402,5 kg         | Sławomir Zawada     | 400,0 kg         | Ivan Čakărov       | 395,0 kg         |
| 100 kg (Dettagli)  |                        |                  |                     |                  |                    |                  |
| Strappo            | Nicu Vlad              | 192,5 kg         | Sergej Kopytov      | 185,0 kg         | Petăr Stefanov     | 170,0 kg         |
| Slancio            | Sergej Kopytov         | 235,0 kg         | Nicu Vlad           | 227,5 kg         | Francis Tournefier | 220,0 kg         |
| Totale             | Sergej Kopytov         | 420,0 kg         | Nicu Vlad           | 420,0 kg         | Francis Tournefier | 385,0 kg         |
| 110 kg (Dettagli)  |                        |                  |                     |                  |                    |                  |
| Strappo            | Rezvan Gelischanov     | 202,5 kg         | Jurij Zacharevič    | 200,0 kg         | Stefan Botev       | 195,0 kg         |
| Slancio            | Stefan Botev           | 250,0 kg         | Jurij Zacharevič    | 242,5 kg         | Rezvan Gelischanov | 237,5 kg         |
| Totale             | Stefan Botev           | 445,0 kg         | Jurij Zacharevič    | 442,5 kg         | Rezvan Gelischanov | 440,0 kg         |
| +110 kg (Dettagli) |                        |                  |                     |                  |                    |                  |
| Strappo            | Aleksandr Kurlovič     | 210,0 kg         | Leonid Taranenko    | 205,0 kg         | Manfred Nerlinger  | 197,5 kg         |
| Slancio            | Aleksandr Kurlovič     | 257,5 kg         | Manfred Nerlinger   | 257,5 kg         | Leonid Taranenko   | 247,5 kg         |
| Totale             | Aleksandr Kurlovič     | 467,5 kg         | Manfred Nerlinger   | 455,0 kg         | Leonid Taranenko   | 452,5 kg         |

## Medagliere

### Grandi (totale)
Riferito al totale dell'esercizio: 8 nazioni sono entrate nel medagliere.
| Posiz. | Nazione          | Oro | Argento | Bronzo | Totale |
| ------ | ---------------- | --- | ------- | ------ | ------ |
| 1      | Unione Sovietica | 5   | 2       | 2      | 9      |
| 2      | Bulgaria         | 4   | 2       | 1      | 7      |
| 3      | Romania          | 1   | 2       | 1      | 4      |
| 4      | Polonia          | 0   | 2       | 3      | 5      |
| 5      | Albania          | 0   | 1       | 1      | 2      |
| 6      | Germania Ovest   | 0   | 1       | 0      | 1      |
| 7      | Francia          | 0   | 0       | 1      | 1      |
| 7      | Turchia          | 0   | 0       | 1      | 1      |
| Totale | Totale           | 10  | 10      | 10     | 30     |

### Grandi (totale) e Piccole (Strappo e Slancio)
Riferito al totale dell'esercizio e delle due specialità: 8 nazioni sono entrate nel medagliere.
| Posiz. | Nazione          | Oro | Argento | Bronzo | Totale |
| ------ | ---------------- | --- | ------- | ------ | ------ |
| 1      | Unione Sovietica | 14  | 9       | 4      | 27     |
| 2      | Bulgaria         | 10  | 7       | 5      | 22     |
| 3      | Romania          | 5   | 4       | 4      | 13     |
| 4      | Polonia          | 1   | 6       | 8      | 15     |
| 5      | Germania Ovest   | 0   | 2       | 1      | 3      |
| 6      | Albania          | 0   | 1       | 5      | 6      |
| 7      | Francia          | 0   | 1       | 2      | 3      |
| 8      | Turchia          | 0   | 0       | 1      | 1      |
| Totale | Totale           | 30  | 30      | 30     | 90     |

## Classifica a squadre
Il sistema di punteggio è basato sui punti distribuiti per l'esercizio totale e le due specialità in base allo schema adottato nel 1985:
| Pos. | Squadra          | Punti |
| ---- | ---------------- | ----- |
| 1    | Unione Sovietica | 438   |
| 2    | Bulgaria         | 415   |
| 3    | Polonia          | 298   |
| 4    | Albania          | 294   |
| 5    | Turchia          | 264   |
| 6    | Romania          | 241   |
| 7    | Germania Ovest   | 220   |
| 8    | Ungheria         | 193   |
| 9    | Francia          | 188   |
| 10   | Cecoslovacchia   | 157   |
| 11   | Germania Est     | 121   |
| 12   | Spagna           | 108   |
| 13   | Finlandia        | 100   |
| 14   | Svezia           | 90    |
| 15   | Austria          | 84    |
| 16   | Danimarca        | 53    |
| 17   | Grecia           | 29    |
| 18   | Israele          | 23    |
| 19   | Italia           | 20    |
| 20   | Regno Unito      | 14    |
| 21   | Norvegia         | 14    |
| 22   | Belgio           | 11    |
| 23   | Lussemburgo      | 8     |

## Gare

### Fino a 52 kg.
| Pos. | Atleta                     | Peso atleta | Strappo (kg) | Strappo (kg) | Strappo (kg) | Strappo (kg) | Slancio (kg) | Slancio (kg) | Slancio (kg) | Slancio (kg) | Totale | Punti squadra | Punti squadra | Punti squadra | Punti squadra |
| Pos. | Atleta                     | Peso atleta | 1            | 2            | 3            | Pos.         | 1            | 2            | 3            | Pos.         | Totale | Str.          | Sla.          | Tot.          | Som.          |
| ---- | -------------------------- | ----------- | ------------ | ------------ | ------------ | ------------ | ------------ | ------------ | ------------ | ------------ | ------ | ------------- | ------------- | ------------- | ------------- |
|      | Ivan Ivanov (BUL)          | 51.80       | 107.5        | 112.5        | 115.0        |              | 140.0        | 150.0        | 157.5        |              | 265.0  | 14            | 16            | 16            | 46            |
|      | Traian Cihărean (ROU)      | 51.75       | 110.0        | 110.0        | 115.0        |              | 132.5        | 147.5        | 150.0        |              | 247.5  | 16            | 14            | 14            | 44            |
|      | Jacek Gutowski (POL)       | 51.80       | 105.0        | 110.0        | 110.0        |              | 122.5        | 127.5        | 132.5        |              | 237.5  | 13            | 13            | 13            | 39            |
| 4    | Halil Mutlu (TUR)          | 51.60       | 95.0         | 100.0        | 102.5        | 4            | 122.5        | 127.5        | 130.0        | 5            | 230.0  | 12            | 11            | 12            | 35            |
| 5    | Agron Haxhihyseni (ALB)    | 51.85       | 90.0         | 95.0         | 97.5         | 7            | 122.5        | 127.5        | 130.0        | 4            | 227.5  | 9             | 12            | 11            | 32            |
| 6    | Ercan Bayar (TUR)          | 51.95       | 92.5         | 92.5         | 97,5         | 8            | 120.0        | 127.5        | 130.0        | 7            | 225.0  | 8             | 9             | 10            | 27            |
| 7    | Péter Nagy (HUN)           | 51.75       | 95.0         | 100.0        | 102.5        | 5            | 115.0        | 115.0        | 120.0        | 11           | 222.5  | 11            | 5             | 9             | 25            |
| 8    | Genci Barkici (ALB)        | 51.80       | 90.0         | 92.5         | 95.0         | 10           | 122.5        | 122.5        | 127.5        | 6            | 222.5  | 6             | 10            | 8             | 24            |
| 9    | Volker Gdanietz (DDR)      | 50.70       | 90.0         | 95.0         | 97.5         | 9            | 120.5        | 125.0        | 125.0        | 8            | 220.0  | 7             | 8             | 7             | 22            |
| 10   | Bernard Piekorz (POL)      | 51.80       | 95.0         | 97.5         | 97.5         | 6            | 117.5        | 122.5        | 125.0        | 10           | 220.0  | 10            | 6             | 6             | 22            |
| 11   | José Andrés Ibáñez (ESP)   | 52.00       | 92.5         | 97.5         | 97.5         | 11           | 120.0        | 125.0        | 130.0        | 9            | 217.5  | 5             | 7             | 5             | 17            |
| 12   | Kostas Polichronakis (GRE) | 51.75       | 87.5         | 87.5         | 92.5         | 12           | 115.0        | 120.0        | 120.0        | 13           | 202.5  | 4             | 3             | 4             | 11            |
| —    | Béla Oláh (HUN)            | 52.00       | 95.0         | 95.0         | 95.0         | —            | 115.0        | 117.5        | 120.0        | 12           | —      | —             | 4             | —             | 4             |

### Fino a 56 kg.
| Pos. | Atleta                    | Peso atleta | Strappo (kg) | Strappo (kg) | Strappo (kg) | Strappo (kg) | Slancio (kg) | Slancio (kg) | Slancio (kg) | Slancio (kg) | Totale | Punti squadra | Punti squadra | Punti squadra | Punti squadra |
| Pos. | Atleta                    | Peso atleta | 1            | 2            | 3            | Pos.         | 1            | 2            | 3            | Pos.         | Totale | Str.          | Sla.          | Tot.          | Som.          |
| ---- | ------------------------- | ----------- | ------------ | ------------ | ------------ | ------------ | ------------ | ------------ | ------------ | ------------ | ------ | ------------- | ------------- | ------------- | ------------- |
|      | Sevdalin Marinov (BUL)    | 56.00       | 115.0        | 120.0        | 122.5        |              | 140.0        | 145.0        | 150.0        |              | 265.0  | 16            | 16            | 16            | 48            |
|      | Luan Shabani (ALB)        | 56.00       | 115.0        | 120.0        | 122.5        |              | 135.0        | 140.0        | 142.5        |              | 257.5  | 13            | 13            | 14            | 40            |
|      | Marek Gorzelniak (POL)    | 55.60       | 110.0        | 112.5        | 115.0        |              | 137.5        | 140.0        | 140.0        | 4            | 255.0  | 14            | 12            | 13            | 39            |
| 4    | Laurent Fombertasse (FRA) | 55.70       | 105.0        | 107.5        | 110.0        | 4            | 135.0        | 140.0        | 142.5        |              | 252.5  | 12            | 14            | 12            | 38            |
| 5    | Pascal Arnou (FRA)        | 55.40       | 105.0        | 107.5        | 110.0        | 6            | 135.0        | 140.0        | 140.0        | 5            | 242.5  | 10            | 11            | 11            | 32            |
| 6    | Erjon Suli (ALB)          | 56.00       | 100.0        | 105.0        | 107,5        | 9            | 130.0        | 135.0        | 140.0        | 6            | 240.0  | 7             | 10            | 10            | 27            |
| 7    | José Luis Martínez (ESP)  | 55.80       | 105.0        | 105.0        | 110.0        | 8            | 127.5        | 132.5        | 135.0        | 7            | 237.5  | 8             | 9             | 9             | 26            |
| 8    | Ferenc Lenart (HUN)       | 56.00       | 110.0        | 115.0        | 115.0        | 5            | 127.5        | 130.0        | 130.0        | 9            | 237.5  | 11            | 7             | 8             | 26            |
| 9    | José Zurera (ESP)         | 55.60       | 105.0        | 110.0        | 110.0        | 7            | 125.0        | 130.0        | 132.5        | 8            | 235.0  | 9             | 8             | 7             | 24            |
| 10   | Adonnis Efraimidis (GRE)  | 55.80       | 80.0         | 82.5         | 87.5         | 10           | 100.0        | 102.5        | 107.5        | 10           | 190.0  | 6             | 6             | 6             | 18            |

### Fino a 60 kg.
| Pos. | Atleta                   | Peso atleta | Strappo (kg) | Strappo (kg) | Strappo (kg) | Strappo (kg) | Slancio (kg) | Slancio (kg) | Slancio (kg) | Slancio (kg) | Totale | Punti squadra | Punti squadra | Punti squadra | Punti squadra |
| Pos. | Atleta                   | Peso atleta | 1            | 2            | 3            | Pos.         | 1            | 2            | 3            | Pos.         | Totale | Str.          | Sla.          | Tot.          | Som.          |
| ---- | ------------------------ | ----------- | ------------ | ------------ | ------------ | ------------ | ------------ | ------------ | ------------ | ------------ | ------ | ------------- | ------------- | ------------- | ------------- |
|      | Attila Czanka (ROU)      | 59.90       | 132.5        | 137.5        | 140.5        |              | 162.5        | 170.0        | 177.5        |              | 310.0  | 16            | 16            | 16            | 48            |
|      | Nikolaj Pešalov (BUL)    | 59.60       | 125.0        | 132.5        | 137.5        |              | 155.0        | 172.5        | 177.5        |              | 287.5  | 14            | 14            | 14            | 42            |
|      | Artur Duraj (ALB)        | 59.50       | 115.0        | 120.0        | 122.5        |              | 140.0        | 145.0        | 147.5        |              | 270.0  | 13            | 13            | 13            | 39            |
| 4    | Istvan Lakatos (HUN)     | 59.50       | 110.0        | 115.0        | 117.5        | 4            | 140.0        | 145.0        | 150.0        | 5            | 260.0  | 12            | 11            | 12            | 35            |
| 5    | Marco Spanehl (DDR)      | 59.40       | 112.5        | 112.5        | 112.5        | 5            | 140.0        | 145.0        | 150.0        | 4            | 257.5  | 11            | 12            | 11            | 34            |
| 6    | Adrian Daka (ALB)        | 59.90       | 100.0        | 110.0        | 112.5        | 6            | 130.0        | 137.5        | 140.0        | 7            | 252.5  | 10            | 9             | 10            | 29            |
| 7    | Arvo Ojalehto (FIN)      | 59.80       | 107.5        | 112.5        | 112.5        | 9            | 140.0        | 142.5        | 142.5        | 6            | 250.0  | 7             | 10            | 9             | 26            |
| 8    | Lionel Gondran (FRA)     | 59.90       | 110.0        | 115.0        | 115.0        | 7            | 135.0        | 135.0        | 140.0        | 9            | 245.0  | 9             | 7             | 8             | 24            |
| 9    | Reuben Khadainatov (ISR) | 59.70       | 102.5        | 107.5        | 110.0        | 8            | 130.0        | 135.0        | 137.5        | 8            | 242.5  | 8             | 8             | 7             | 23            |

### Fino a 67,5 kg.
| Pos. | Atleta                    | Peso atleta | Strappo (kg) | Strappo (kg) | Strappo (kg) | Strappo (kg) | Slancio (kg) | Slancio (kg) | Slancio (kg) | Slancio (kg) | Totale | Punti squadra | Punti squadra | Punti squadra | Punti squadra |
| Pos. | Atleta                    | Peso atleta | 1            | 2            | 3            | Pos.         | 1            | 2            | 3            | Pos.         | Totale | Str.          | Sla.          | Tot.          | Som.          |
| ---- | ------------------------- | ----------- | ------------ | ------------ | ------------ | ------------ | ------------ | ------------ | ------------ | ------------ | ------ | ------------- | ------------- | ------------- | ------------- |
|      | Joto Jotov (BUL)          | 67.20       | 147.5        | 155.0        | 157.5        |              | 180.0        | 185.0        | 190.0        |              | 340.0  | 16            | 16            | 16            | 48            |
|      | Israyel Militosyan (URS)  | 67.30       | 155.0        | 160.0        | 160.0        |              | 180.0        | 185.0        | 187.5        |              | 335.0  | 14            | 14            | 14            | 42            |
|      | Ergün Batmaz (TUR)        | 67.25       | 140.0        | 142.5        | 145.0        | 4            | 167.5        | 167.5        | 172.5        | 5            | 315.0  | 12            | 11            | 13            | 36            |
| 4    | Attila Feri (ROU)         | 67.00       | 135.0        | 135.0        | 135.0        | 7            | 170.0        | 175.0        | 180.0        |              | 310.0  | 9             | 13            | 12            | 34            |
| 5    | Andreas Behm (DDR)        | 67.20       | 130.0        | 132.5        | 137.5        | 9            | 167.5        | 172.5        | —            | 4            | 305.0  | 7             | 12            | 11            | 30            |
| 6    | Fatmir Bushi (ALB)        | 67.15       | 132.5        | 132.5        | 137.5        | 5            | 165.0        | 165.0        | 170.0        | 6            | 302.5  | 11            | 10            | 10            | 31            |
| 7    | Azzedine El Yabouri (FRA) | 66.80       | 130.0        | 135.0        | 137.5        | 6            | 160.0        | 160.0        | 165.0        | 7            | 295.0  | 10            | 9             | 9             | 28            |
| 8    | Bahtiyar Güçlü (TUR)      | 64.60       | 120.0        | 120.0        | 130.0        | 10           | 150.0        | 170.0        | 170.0        | 8            | 270.0  | 6             | 8             | 8             | 22            |
| —    | Bogdan Bakuła (POL)       | 66.90       | 135.0        | 140.0        | 142.5        |              | 165.0        | 165.0        | 165.0        | —            | —      | 13            | —             | —             | 13            |
| —    | Jouni Grönman (FIN)       | 67.30       | 135.0        | 140.0        | 140.0        | 8            | 170.0        | 170.0        | 175.0        | —            | —      | 8             | —             | —             | 8             |

### Fino a 75 kg.
| Pos. | Atleta                      | Peso atleta | Strappo (kg) | Strappo (kg) | Strappo (kg) | Strappo (kg) | Slancio (kg) | Slancio (kg) | Slancio (kg) | Slancio (kg) | Totale | Punti squadra | Punti squadra | Punti squadra | Punti squadra |
| Pos. | Atleta                      | Peso atleta | 1            | 2            | 3            | Pos.         | 1            | 2            | 3            | Pos.         | Totale | Str.          | Sla.          | Tot.          | Som.          |
| ---- | --------------------------- | ----------- | ------------ | ------------ | ------------ | ------------ | ------------ | ------------ | ------------ | ------------ | ------ | ------------- | ------------- | ------------- | ------------- |
|      | Vladimir Kuznecov (URS)     | 74.70       | 162.5        |              |              |              | 197.5        |              |              |              | 360.0  | 16            | 16            | 16            | 48            |
|      | Waldemar Kosiński (POL)     | 74.60       | 160.0        |              |              |              | 195.0        |              |              |              | 355.0  | 14            | 14            | 14            | 42            |
|      | Andrei Socaci (ROU)         | 74.90       | 160.0        |              |              |              | 192.5        |              |              | 4            | 352.5  | 13            | 12            | 13            | 38            |
| 4    | Ingo Steinhöfel (DDR)       | 74.60       | 157.5        |              |              | 4            | 185.0        |              |              | 5            | 342.5  | 12            | 11            | 12            | 35            |
| 5    | Nicolae Niţu (ROU)          | 73.80       | 145.0        |              |              | 7            | 192.5        |              |              |              | 337.5  | 9             | 13            | 11            | 33            |
| 6    | Andrzej Cofalik (POL)       | 74.70       | 145.0        |              |              | 9            | 185.0        |              |              | 6            | 330.0  | 7             | 10            | 10            | 27            |
| 7    | István Messzi (HUN)         | 74.80       | 152.5        |              |              | 5            | 177.5        |              |              | 7            | 330.0  | 11            | 9             | 9             | 29            |
| 8    | Muharrem Süleymanoğlu (TUR) | 74.60       | 150.0        |              |              | 6            | 170.0        |              |              | 11           | 320.0  | 10            | 5             | 8             | 23            |
| 9    | Sahin Menge (TUR)           | 74.55       | 145.0        |              |              | 8            | 170.0        |              |              | 9            | 315.0  | 8             | 7             | 7             | 22            |
| 10   | Angelo Mannironi (ITA)      | 74.45       | 142.5        |              |              | 10           | 170.0        |              |              | 8            | 312.5  | 6             | 8             | 6             | 20            |
| 11   | Fernando Gracia (ESP)       | 74.70       | 135.0        |              |              | 12           | 170.0        |              |              | 10           | 305.0  | 4             | 6             | 5             | 15            |
| 12   | Henrik Andersen (DEN)       | 74.50       | 130.0        |              |              | 15           | 167.5        |              |              | 12           | 297.5  | 1             | 4             | 4             | 9             |
| 13   | Kent Olsson (SWE)           | 75.00       | 135.0        |              |              | 13           | 162.5        |              |              | 13           | 297.5  | 3             | 3             | 3             | 9             |
| 14   | Alfonso Jiménez (ESP)       | 74.45       | 135.0        |              |              | 11           | 160.0        |              |              | 15           | 295.0  | 5             | 1             | 2             | 8             |
| 15   | Michel Fabien (FRA)         | 74.10       | 130.0        |              |              | 14           | 160.0        |              |              | 14           | 290.0  | 2             | 2             | 1             | 5             |
| 16   | Torstein Gjervan (NOR)      | 75.00       | 120.0        |              |              | 16           | 152.5        |              |              | 16           | 272.5  | —             | —             | —             | —             |

### Fino a 82,5 kg.
| Pos. | Atleta                       | Peso atleta | Strappo (kg) | Strappo (kg) | Strappo (kg) | Strappo (kg) | Slancio (kg) | Slancio (kg) | Slancio (kg) | Slancio (kg) | Totale | Punti squadra | Punti squadra | Punti squadra | Punti squadra |
| Pos. | Atleta                       | Peso atleta | 1            | 2            | 3            | Pos.         | 1            | 2            | 3            | Pos.         | Totale | Str.          | Sla.          | Tot.          | Som.          |
| ---- | ---------------------------- | ----------- | ------------ | ------------ | ------------ | ------------ | ------------ | ------------ | ------------ | ------------ | ------ | ------------- | ------------- | ------------- | ------------- |
|      | Altymyrat Orazdurdyýew (URS) | 80.75       | 165.0        | 170.0        | 172.5        |              | 205.0        | 210.0        | 210.0        |              | 377.5  | 16            | 16            | 16            | 48            |
|      | Kiril Kunev (BUL)            | 82.10       | 165.0        | 170.0        | 172.5        |              | 200.0        | 210.0        | —            |              | 370.0  | 14            | 13            | 14            | 41            |
|      | Krzysztof Siemion (POL)      | 81.90       | 160.0        | 165.0        | 167.5        |              | 200.0        | 205.0        | 205.0        |              | 367.5  | 13            | 14            | 13            | 40            |
| 4    | Pirro Dhima (ALB)            | 82.20       | 150.0        | 157.5        | 162.5        | 4            | 187.5        | 195.0        | 202.5        | 4            | 357.5  | 12            | 12            | 12            | 36            |
| 5    | Włodzimierz Chlebosz (POL)   | 81.70       | 150.0        | 155.0        | 155.0        | 5            | 190.0        | 195.0        | 195.0        | 5            | 340.0  | 11            | 11            | 11            | 33            |
| 6    | Jaarli Pirkkio (FIN)         | 82.15       | 142.5        | 147.5        | 150.0        | 6            | 180.0        | 185.0        | 187.5        | 6            | 332.5  | 10            | 10            | 10            | 30            |
| 7    | Uwe Rajewski (FRG)           | 82.00       | 140.0        | 145.0        | 145.0        | 8            | 177.5        | 182.5        | 187.5        | 7            | 327.5  | 8             | 9             | 9             | 26            |
| 8    | Cedric Plancon (FRA)         | 81.20       | 140.0        | 145.0        | 145.0        | 7            | 177.5        | 182.5        | 182.5        | 10           | 322.5  | 9             | 6             | 8             | 23            |
| 9    | René Durbak (TCH)            | 80.40       | 140.0        | 145.0        | 145.0        | 10           | 170.0        | 175.0        | 180.0        | 8            | 320.0  | 6             | 8             | 7             | 21            |
| 10   | Juan Carlos Javier (ESP)     | 81.60       | 135.0        | 140.0        | 142.5        | 11           | 180.0        | 185.0        | 185.0        | 9            | 320.0  | 5             | 7             | 6             | 18            |
| 11   | István Mészáros (HUN)        | 76.65       | 140.0        | 140.0        | 145.0        | 9            | 165.0        | 170.0        | 175.0        | 12           | 310.0  | 7             | 4             | 5             | 16            |
| 12   | Jan Van Steenkiste (BEL)     | 81.80       | 132.5        | 132.5        | 137.5        | 12           | 160.0        | 165.0        | 167.5        | 13           | 300.0  | 4             | 3             | 4             | 11            |
| 13   | Ralf Scott (SWE)             | 82.05       | 132.5        | 132.5        | 135.0        | 13           | 162.5        | 167.5        | —            | 15           | 295.0  | 3             | 1             | 3             | 7             |
| 14   | László Barsi (HUN)           | 78.05       | 155.0        | 155.0        | 155.0        | —            | 175.0        | 175.0        | 180.0        | 11           | —      | —             | 5             | 2             | 7             |
| 15   | Juha Koivunen (FIN)          | 82.30       | 135.0        | 135.0        | 135.0        | —            | 165.0        | 170.0        | 170.0        | 14           | —      | —             | 2             | 1             | 3             |

### Fino a 90 kg.
| Pos. | Atleta                    | Peso atleta | Strappo (kg) | Strappo (kg) | Strappo (kg) | Strappo (kg) | Slancio (kg) | Slancio (kg) | Slancio (kg) | Slancio (kg) | Totale | Punti squadra | Punti squadra | Punti squadra | Punti squadra |
| Pos. | Atleta                    | Peso atleta | 1            | 2            | 3            | Pos.         | 1            | 2            | 3            | Pos.         | Totale | Str.          | Sla.          | Tot.          | Som.          |
| ---- | ------------------------- | ----------- | ------------ | ------------ | ------------ | ------------ | ------------ | ------------ | ------------ | ------------ | ------ | ------------- | ------------- | ------------- | ------------- |
|      | Anatolij Chrapatyj (URS)  | 89.70       | 177.5        | 182.5        | 185.0        |              | 220.0        | 230.0        | 230.0        |              | 402.5  | 14            | 16            | 16            | 46            |
|      | Sławomir Zawada (POL)     | 89.60       | 180.0        | 185.0        | 185.0        |              | 210.0        | 215.0        | 217.5        |              | 400.0  | 16            | 13            | 14            | 43            |
|      | Ivan Čakărov (BUL)        | 88.50       | 175.0        | 175.0        | 180.0        |              | 215.0        | 220.0        | —            |              | 395.0  | 13            | 14            | 13            | 40            |
| 4    | Vjačeslav Roubine (URS)   | 89.20       | 175.0        | 180.0        | 182.5        | 4            | 210.0        | 217.5        | 217.5        | 4            | 390.0  | 12            | 12            | 12            | 36            |
| 5    | Plamen Bratojčev (BUL)    | 89.65       | 170.0        | 170.0        | 177.5        | 5            | 200.0        | 212.5        | 212.5        | 6            | 370.0  | 11            | 10            | 11            | 32            |
| 6    | Jürgen Matzku (AUT)       | 88.95       | 155.0        | 160.0        | 160.0        | 7            | 190.0        | 197.5        | 200.0        | 5            | 360.0  | 9             | 11            | 10            | 30            |
| 7    | Ali Eroğlu (TUR)          | 88.90       | 152.5        | 160.0        | 165.0        | 6            | 185.0        | 192.5        | 197.5        | 7            | 357.5  | 10            | 9             | 9             | 28            |
| 8    | Attila Buda (HUN)         | 88.25       | 152.5        | 157.5        | 160.0        | 8            | 182.5        | 187.5        | 187.5        | 9            | 345.0  | 8             | 7             | 8             | 23            |
| 9    | Federico Barbarossa (FRG) | 89.10       | 145.0        | 150.0        | 150.0        | 9            | 182.5        | 185.0        | 190.0        | 8            | 340.0  | 7             | 8             | 7             | 22            |
| 10   | Roberto Ohlinger (FRG)    | 89.80       | 142.5        | 142.5        | 145.0        | 11           | 182.5        | 187.5        | 197.5        | 10           | 332.5  | 5             | 6             | 6             | 17            |
| 11   | Kim Lynge Pedersen (DEN)  | 89.90       | 145.0        | 150.0        | 150.0        | 12           | 180.0        | 185.0        | 190.0        | 11           | 330.0  | 4             | 5             | 5             | 14            |
| 12   | Stig Larsson (SWE)        | 89.60       | 140.0        | 145.0        | 145.0        | 13           | 170.0        | 170.0        | 177.5        | 13           | 310.0  | 3             | 3             | 4             | 10            |
| 13   | Gurdawar Dhesi (GBR)      | 89.50       | 130.0        | 135.0        | 137.5        | 14           | 165.0        | 165.0        | 170.0        | 12           | 305.0  | 2             | 4             | 3             | 9             |
| —    | Robert Toth (HUN)         | 89.50       | 150.0        | 150.0        | 155.0        | 10           | 180.0        | 182.5        | 182.5        | —            | —      | 6             | —             | —             | 6             |

### Fino a 100 kg.
| Pos. | Atleta                   | Peso atleta | Strappo (kg) | Strappo (kg) | Strappo (kg) | Strappo (kg) | Slancio (kg) | Slancio (kg) | Slancio (kg) | Slancio (kg) | Totale | Punti squadra | Punti squadra | Punti squadra | Punti squadra |
| Pos. | Atleta                   | Peso atleta | 1            | 2            | 3            | Pos.         | 1            | 2            | 3            | Pos.         | Totale | Str.          | Sla.          | Tot.          | Som.          |
| ---- | ------------------------ | ----------- | ------------ | ------------ | ------------ | ------------ | ------------ | ------------ | ------------ | ------------ | ------ | ------------- | ------------- | ------------- | ------------- |
|      | Sergej Kopytov (URS)     | 99.00       | 177.5        | 182.5        | 185.0        |              | 225.0        | 235.0        | —            |              | 420.0  | 14            | 16            | 16            | 46            |
|      | Nicu Vlad (ROU)          | 99.70       | 187.5        | 192.5        | 195.0        |              | 222.5        | 222.5        | 227.5        |              | 420.0  | 16            | 14            | 14            | 44            |
|      | Francis Tournefier (FRA) | 98.40       | 165.0        | 165.0        | 170.0        | 4            | 210.0        | 215.0        | 220.0        |              | 385.0  | 12            | 13            | 13            | 38            |
| 4    | Petăr Stefanov (BUL)     | 99.30       | 165.0        | 170.0        | 170.0        |              | 210.0        | 215.0        | 215.0        | 4            | 385.0  | 13            | 12            | 12            | 37            |
| 5    | Petr Kroll (TCH)         | 98.80       | 160.0        | 165.0        | 167.5        | 5            | 190.0        | 195.0        | 195.0        | 10           | 355.0  | 11            | 6             | 11            | 28            |
| 6    | Bijan Rezaei (SWE)       | 96.10       | 150.0        | 155.0        | 160.0        | 8            | 190.0        | 197.5        | 202.5        | 5            | 352.5  | 8             | 11            | 10            | 29            |
| 7    | Hüseyin Akkaya (TUR)     | 94.50       | 160.0        | 165.0        | 165.0        | 6            | 190.0        | 195.0        | 195.0        | 9            | 350.0  | 10            | 7             | 9             | 26            |
| 8    | Janos Bökfi (HUN)        | 99.70       | 160.0        | 165.0        | 165.0        | 7            | 190.0        | 195.0        | 195.0        | 11           | 350.0  | 9             | 5             | 8             | 22            |
| 9    | Axel Strompf (FRG)       | 98.90       | 145.0        | 150.0        | 152.5        | 9            | 187.5        | 195.0        | 202.5        | 6            | 347.5  | 7             | 10            | 7             | 24            |
| 10   | Erlin Nikolla (ALB)      | 95.80       | 150.0        | 157.5        | 157.5        | 10           | 185.0        | 192.5        | —            | 7            | 342.5  | 6             | 9             | 6             | 21            |
| 11   | Frank Strømbo (DEN)      | 99.50       | 150.0        | 155.0        | 155.0        | 11           | 185.0        | 192.5        | 200.0        | 8            | 342.5  | 5             | 8             | 5             | 18            |
| 12   | Maik Nill (FRG)          | 97.90       | 147.5        | 152.5        | —            | 12           | 172.5        | 177.5        | —            | 13           | 325.0  | 4             | 3             | 4             | 11            |
| 13   | Fernand Haupert (LUX)    | 96.10       | 140.0        | 140.0        | 145.0        | 13           | 170.0        | 175.0        | 175.0        | 14           | 320.0  | 3             | 2             | 3             | 8             |
| —    | Sauli Numi (FIN)         | 97.25       | 150.0        | 150.0        | 150.0        | —            | 185.0        | 190.0        | 190.0        | 12           | —      | —             | 4             | —             | 4             |

### Fino a 110 kg.
| Pos. | Atleta                   | Peso atleta | Strappo (kg) | Strappo (kg) | Strappo (kg) | Strappo (kg) | Slancio (kg) | Slancio (kg) | Slancio (kg) | Slancio (kg) | Totale | Punti squadra | Punti squadra | Punti squadra | Punti squadra |
| Pos. | Atleta                   | Peso atleta | 1            | 2            | 3            | Pos.         | 1            | 2            | 3            | Pos.         | Totale | Str.          | Sla.          | Tot.          | Som.          |
| ---- | ------------------------ | ----------- | ------------ | ------------ | ------------ | ------------ | ------------ | ------------ | ------------ | ------------ | ------ | ------------- | ------------- | ------------- | ------------- |
|      | Stefan Botev (BUL)       | 110.00      | 190.0        | 195.0        | 200.0        |              | 230.0        | 250.0        | —            |              | 445.0  | 13            | 16            | 16            | 45            |
|      | Jurij Zacharevič (URS)   | 109.70      | 192.5        | 200.0        | 200.0        |              | 227.5        | 237.5        | 242.5        |              | 442.5  | 14            | 14            | 14            | 42            |
|      | Rezvan Gelischanov (URS) | 106.75      | 192.5        | 202.5        | 202.5        |              | 225.0        | 232.5        | 237.5        |              | 440.0  | 16            | 13            | 13            | 42            |
| 4    | Franz Langthaler (AUT)   | 106.40      | 172.5        | 177.5        | 177.5        | 4            | 202.5        | 210.0        | 210.0        | 5            | 375.0  | 12            | 11            | 12            | 35            |
| 5    | Juraj Dudáš (TCH)        | 103.40      | 162.5        | 167.5        | 170.0        | 6            | 195.0        | 200.0        | 202.5        | 6            | 367.5  | 10            | 10            | 11            | 31            |
| 6    | Frank Seipelt (FRG)      | 109.20      | 157.5        | 157.5        | 157.5        | 11           | 197.5        | 205.0        | 205.0        | 4            | 362.5  | 5             | 12            | 10            | 27            |
| 7    | Eduard Ohlinger (FRG)    | 107.50      | 160.0        | 165.0        | 170.0        | 7            | 182.5        | 190.0        | 195.0        | 10           | 360.0  | 9             | 6             | 9             | 24            |
| 8    | Arto Savonen (FIN)       | 109.80      | 155.0        | 160.0        | 160.0        | 9            | 187.5        | 195.0        | 200.0        | 8            | 360.0  | 7             | 8             | 8             | 23            |
| 9    | Miloš Čiernik (TCH)      | 103.10      | 155.0        | 155.0        | 160.0        | 8            | 195.0        | 195.0        | 195.0        | 9            | 355.0  | 8             | 7             | 7             | 22            |
| 10   | Heinz Tauschl (AUT)      | 107.40      | 155.0        | 160.0        | 160.0        | 12           | 192.5        | 197.5        | 200.0        | 7            | 355.0  | 4             | 9             | 6             | 19            |
| 11   | Kim Petersen (DEN)       | 104.85      | 150.0        | 155.0        | 155.0        | 14           | 180.0        | 180.0        | 187.5        | 11           | 337.5  | 2             | 5             | 5             | 12            |
| 12   | Özel Ralf (TUR)          | 107.50      | 145.0        | 145.0        | 157.5        | 10           | 180.0        | 185.0        | 187.5        | 12           | 337.5  | 6             | 4             | 4             | 14            |
| —    | Anders Lindsjö (SWE)     | 102.55      | 150.0        | 160.0        | 160.0        | 13           | —            | —            | —            | —            | —      | 3             | —             | —             | 3             |
| —    | Rickard Nilsson (SWE)    | 110.00      | 170.0        | 175.0        | 175.0        | 5            | 200.0        | 200.0        | 200.0        | —            | —      | 11            | —             | —             | 11            |

### Oltre i 110 kg.
| Pos. | Atleta                   | Peso atleta | Strappo (kg) | Strappo (kg) | Strappo (kg) | Strappo (kg) | Slancio (kg) | Slancio (kg) | Slancio (kg) | Slancio (kg) | Totale | Punti squadra | Punti squadra | Punti squadra | Punti squadra |
| Pos. | Atleta                   | Peso atleta | 1            | 2            | 3            | Pos.         | 1            | 2            | 3            | Pos.         | Totale | Str.          | Sla.          | Tot.          | Som.          |
| ---- | ------------------------ | ----------- | ------------ | ------------ | ------------ | ------------ | ------------ | ------------ | ------------ | ------------ | ------ | ------------- | ------------- | ------------- | ------------- |
|      | Aleksandr Kurlovič (URS) | 132.65      | 200.0        | 210.0        | 210.0        |              | 240.0        | 250.0        | 257.5        |              | 467.5  | 16            | 16            | 16            | 48            |
|      | Manfred Nerlinger (FRG)  | 145.60      | 182.5        | 190.0        | 197.5        |              | 237.5        | 250.0        | 257.5        |              | 455.0  | 13            | 14            | 14            | 41            |
|      | Leonid Taranenko (URS)   | 145.40      | 195.0        | 205.0        | 205.0        |              | 240.0        | 240.0        | 247.5        |              | 452.5  | 14            | 13            | 13            | 40            |
| 4    | Mitko Mitev (BUL)        | 122.80      | 180.0        | 180.0        | 187.5        | 4            | 210.0        | 222.5        | 227.5        | 4            | 407.5  | 12            | 12            | 12            | 36            |
| 5    | Jiří Zubrický (TCH)      | 164.00      | 170.0        | 180.0        | 180.0        | 7            | 222.5        | 240.0        | 240.0        | 5            | 392.5  | 9             | 11            | 11            | 31            |
| 6    | Erdinç Aslan (TUR)       | 119.70      | 165.0        | 175.0        | 175.0        | 5            | 210.0        | 222.5        | 222.5        | 6            | 385.0  | 11            | 10            | 10            | 31            |
| 7    | Martin Zawieja (FRG)     | 126.25      | 167.5        | 172.5        | 177.5        | 6            | 210.0        | 217.5        | 217.5        | 7            | 382.5  | 10            | 9             | 9             | 28            |
| 8    | Petr Hudeček (TCH)       | 131.60      | 167.5        | 167.5        | 167.5        | 8            | 210.0        | 217.5        | 217.5        | 8            | 377.5  | 8             | 8             | 8             | 24            |
| 9    | Anders Bergström (SWE)   | 116.50      | 150.0        | 155.0        | 155.0        | 9            | 190.0        | 202.5        | 207.5        | 9            | 357.5  | 7             | 7             | 7             | 21            |
| 10   | Dekaj Dede (ALB)         | 111.15      | 130.0        | 135.0        | 135.0        | 13           | 180.0        | 180.0        | 185.0        | 10           | 320.0  | 3             | 6             | 6             | 15            |
| 11   | Hans Åge Flåto (NOR)     | 116.00      | 145.0        | 150.0        | 150.0        | 12           | 172.5        | 172.5        | 172.5        | 11           | 317.5  | 4             | 5             | 5             | 14            |
| —    | Juha Roukala (FIN)       | 111.10      | 145.0        | 145.0        | 145.0        | 10           | 180.0        | 180.0        | 180.0        | —            | —      | 6             | —             | —             | 6             |
| —    | Matthew Vine (GBR)       | 114.10      | 140.0        | 145.0        | 147.5        | 11           | 182.5        | 182.5        | 182.5        | —            | —      | 5             | —             | —             | 5             |

## Nazioni partecipanti unificato
Di seguito si riportano le nazioni partecipanti unificate delle due edizioni separate. Complessivamente, alle edizioni parteciparono 208 tra atleti e atlete in rappresentanza di 24 nazioni.
- Albania (10)
- Austria (6)
- Belgio (2)
- Bulgaria (19)
- Cecoslovacchia (6)
- Danimarca (4)
- Finlandia (11)
- Francia (16)
- Germania Est (4)
- Germania Ovest (18)
- Grecia (11)
- Israele (1)
- Italia (9)
- Lussemburgo (1)
- Norvegia (3)
- Polonia (9)
- Portogallo (2)
- Regno Unito (11)
- Romania (6)
- Spagna (15)
- Svezia (8)
- Turchia (10)
- Ungheria (16)
- Unione Sovietica (10)

## Medagliere unificato
Di seguito si riporta il medagliere unificato delle due edizioni separate.

### Grandi (totale) unificato
Riferito al totale dell'esercizio: 14 nazioni sono entrate nel medagliere.
| Posiz. | Nazione          | Oro | Argento | Bronzo | Totale |
| ------ | ---------------- | --- | ------- | ------ | ------ |
| 1      | Bulgaria         | 8   | 5       | 3      | 16     |
| 2      | Unione Sovietica | 5   | 2       | 2      | 9      |
| 3      | Ungheria         | 2   | 0       | 1      | 3      |
| 4      | Regno Unito      | 1   | 3       | 1      | 5      |
| 5      | Romania          | 1   | 2       | 1      | 4      |
| 6      | Spagna           | 1   | 0       | 3      | 4      |
| 7      | Grecia           | 1   | 0       | 1      | 2      |
| 8      | Polonia          | 0   | 2       | 3      | 5      |
| 9      | Portogallo       | 0   | 2       | 0      | 2      |
| 10     | Albania          | 0   | 1       | 1      | 2      |
| 10     | Finlandia        | 0   | 1       | 1      | 2      |
| 12     | Germania Ovest   | 0   | 1       | 0      | 1      |
| 13     | Francia          | 0   | 0       | 1      | 1      |
| 13     | Turchia          | 0   | 0       | 1      | 1      |
| Totale | Totale           | 19  | 19      | 19     | 57     |

### Grandi (totale) e Piccole (Strappo e Slancio) unificato
Riferito al totale dell'esercizio e delle due specialità: 16 nazioni sono entrate nel medagliere.
| Posiz. | Nazione          | Oro | Argento | Bronzo | Totale |
| ------ | ---------------- | --- | ------- | ------ | ------ |
| 1      | Bulgaria         | 22  | 16      | 10     | 48     |
| 2      | Unione Sovietica | 14  | 9       | 4      | 27     |
| 3      | Ungheria         | 7   | 1       | 3      | 11     |
| 4      | Romania          | 5   | 4       | 4      | 13     |
| 5      | Regno Unito      | 3   | 6       | 4      | 13     |
| 6      | Grecia           | 3   | 1       | 2      | 6      |
| 7      | Spagna           | 2   | 4       | 5      | 11     |
| 8      | Polonia          | 1   | 6       | 8      | 15     |
| 9      | Portogallo       | 0   | 4       | 0      | 4      |
| 10     | Finlandia        | 0   | 2       | 3      | 5      |
| 10     | Germania Ovest   | 0   | 2       | 3      | 5      |
| 12     | Albania          | 0   | 1       | 5      | 6      |
| 13     | Francia          | 0   | 1       | 3      | 4      |
| 14     | Austria          | 0   | 0       | 1      | 1      |
| 14     | Italia           | 0   | 0       | 1      | 1      |
| 14     | Turchia          | 0   | 0       | 1      | 1      |
| Totale | Totale           | 57  | 57      | 57     | 171    |

## Classifica a squadre unificata
| Pos. | Squadra          | Punti |
| ---- | ---------------- | ----- |
| 1    | Bulgaria         | 809   |
| 2    | Francia          | 443   |
| 3    | Unione Sovietica | 438   |
| 4    | Germania Ovest   | 430   |
| 5    | Ungheria         | 409   |
| 6    | Spagna           | 409   |
| 7    | Regno Unito      | 320   |
| 8    | Grecia           | 319   |
| 9    | Polonia          | 298   |
| 10   | Albania          | 294   |
| 11   | Turchia          | 264   |
| 12   | Finlandia        | 246   |
| 13   | Romania          | 241   |
| 14   | Italia           | 198   |
| 15   | Austria          | 177   |
| 16   | Cecoslovacchia   | 157   |
| 17   | Germania Est     | 121   |
| 18   | Svezia           | 112   |
| 19   | Portogallo       | 80    |
| 20   | Danimarca        | 53    |
| 21   | Norvegia         | 45    |
| 22   | Belgio           | 36    |
| 23   | Israele          | 23    |
| 24   | Lussemburgo      | 8     |